# Tönning
Tönning (en frisón septentrional: Taning; en bajo alemán: Tünn; en danés: Tønning) es una ciudad alemana y destino turístico situado en el distrito de Frisia Septentrional, en el norteño estado federado de Schleswig-Holstein, con una población a finales de 2016 de unos 4976 habitantes.
Se encuentra ubicado en la costa suroriental de la península de Eiderstedt (mar de Frisia), en la desembocadura del río Eider, al este del estado. Una parte del parque nacional del mar de Frisia de Schleswig-Holstein pasa por su jurisdicción.

## Historia
Al comienzo de la Gran Guerra del Norte (1700-1721), el 20 de marzo de 1700, las tropas de Federico IV de Dinamarca atacaron el ducado de Holstein-Gottorp, cuyos habitantes huyeron a la ciudad de Tönning, que fue igualmente atacada por los daneses el 21 de abril del mismo año.